# Armand-Pierre-Marie Bonnaud
Armand-Pierre-Marie Bonnaud, francoski general, * 1886, † 1956.